# Khakodz
Khakodz - Хакодзь (rus) és un possiólok de la República d'Adiguèsia, a Rússia. Es troba a la vora del riu Khakodz, a 25 km al sud-oest de Maikop. El 2017 la vila es trobava deshabitada.